# Megachile bicornis
Megachile bicornis là một loài Hymenoptera trong họ Megachilidae. Loài này được King mô tả khoa học năm 1994.

## Hình ảnh

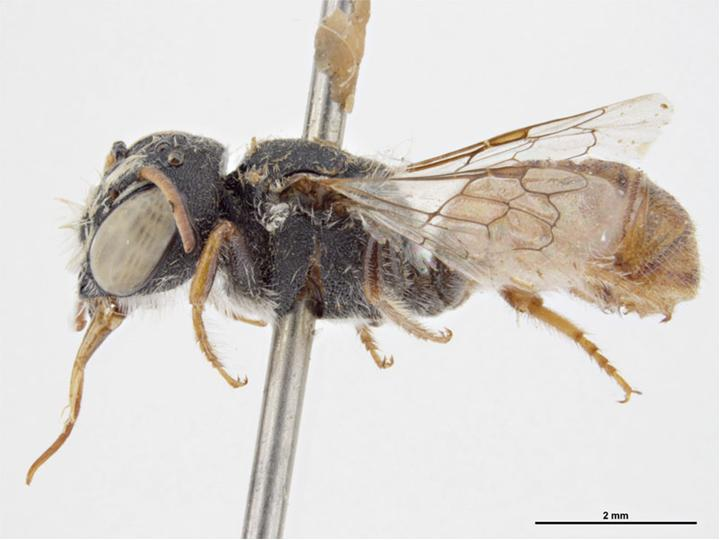